# 李德增
李德增（？—？），字小屏，順天府寶坻縣（今屬天津市）人，清朝政治人物。進士出身。

## 生平
李德增為道光二十三年（1843年）癸卯科舉人，道光二十七年（1847年）張之萬榜二甲進士，幾次出任山東東昌府知府。